# 大阪近鉄バファローズの選手一覧
大阪近鉄バファローズの選手一覧（おおさかきんてつバファローズのせんしゅいちらん）は、大阪近鉄バファローズに所属していた選手・監督・コーチの一覧である。

## 歴代選手
名前は選手として在籍した最終年の登録名を基準とする。

### あ行
あ
- クリス・アーノルド（1978 - 1980）
- 相川進（1969 - 1971）
- 愛敬尚史（2001 - 2004）
- 青池良正（1950 - 1953）
- 青木惇（1957 - 1959）
- 青木孝夫（1958）
- 青山勝巳（1963）
- 赤堀元之（1989 - 2004）
- ルイス・アキーノ（1996）
- 秋山重雄（1969 - 1977）
- 朝井秀樹（2002 - 2004）
- 浅野伴治（1998）
- 芦田宏（1971 - 1972）
- 東瀬耕太郎（2000）
- 安達俊也（1984 - 1996）
- 足立礼四郎（1951）
- 熱田良一（1956 - 1957）
- 阿南準郎（1968 - 1970）
- 安部理（1997 - 1999）
- 阿部健太（2003 - 2004）
- 阿部成宏（1973 - 1981）
- 阿部真宏（2001 - 2004）
- 阿部雄厚（1961 - 1964）
- カイル・アボット（1994）
- 雨宮捷年（1968 - 1971）
- 荒井健（1957 - 1958）
- 新井宏昌（1986 - 1992）
- 荒井幸雄（1996 - 1997）
- 荒川俊三（1967 - 1969）
- 荒木和成（1962）
- 有田修三（1973 - 1985）
- 有田二三男（1974 - 1979）
- 有銘兼久（2002 - 2004）
- 淡口憲治（1986 - 1989）
- 阿波野秀幸（1987 - 1994）
- マイク・アンドリウス（1975）

い
- 飯田幸夫（1966 - 1971）
- 五十嵐英夫（1968 - 1977）
- 伊川義則（1957 - 1958）
- 池上誠一（1986 - 1998）
- 池辺豪則（1979）
- 伊香輝男（1957 - 1968）
- 石井浩郎（1990 - 1996）
- 石黒誠作（1954 - 1957）
- 石毛博史（1997 - 2002）
- 石田勤一郎（1956）
- 石田武男（1950 - 1951）
- 石原修治（1977 - 1987）
- 石本貴昭（1981 - 1991途）
- 石山一秀（1970 - 1983）
- 石渡茂（1971 - 1983途）
- 伊勢孝夫（1963 - 1976）
- 磯田毅（1964 - 1966）
- 礒部公一（1997 - 2004）
- 一枝修平（1972 - 1973）
- 市橋秀彦（1971 - 1975）
- 市原圭（1998途 - 2002）
- 井戸伸年（2003 - 2004）
- 伊藤栄祐（1991 - 1996）
- 伊藤四郎（1957 - 1959）
- 伊藤竜彦（1971 - 1972）
- 伊藤利夫（1950 - 1951）
- 伊藤博文（1961 - 1962）
- 伊藤幸男（1962 - 1967）
- 伊能正司（1967 - 1970）
- 井上勝巳（1963 - 1967）
- 井上重信（1969 - 1970）
- 今久留主淳（1952途 - 1955）
- 井本隆（1973 - 1982）
- 入来智（1990 - 1996途・1997 - 1998）
- 岩上江笠（1962 - 1965）
- 岩木康郎（1964 - 1979）
- 岩隈久志（2000 - 2004）
- 岩田勝利（1957）
- 岩村敬士（1997 - 1998）

う
- ナイジェル・ウィルソン（2002）
- 上林成行（1974 - 1981）
- 上山勲（1992 - 1993）
- ボブ・ウォルコット（2000）
- 宇高伸次（1999 - 2003）
- 打越敏彦（1962）
- 宇都格（2003 - 2004）
- 浦西美治（1962）
- 浦野保一（1956 - 1957）
- ラリー・ウルフ（1982）

え
- アンディ・エイバッド（2000）
- 江坂政明（1992 - 1997）
- 江崎毅（1981 - 1982）
- 江城哲雄（1972）
- 江渡辰郎（1959 - 1965）
- 榎原好（1956 - 1958）
- 戎信行（2004）
- ナルシソ・エルビラ（2000 - 2001）

お
- 大石滋昭（1983 - 1984）
- 大石大二郎（1981 - 1997）
- 大石雅昭（1955 - 1959）
- 大久保計雄（1960 - 1967）
- 大久保秀昭（1997 - 2001）
- 大坂雅彦（1961 - 1962）
- 大崎隆雄（1965）
- 大崎三男（1959 - 1960）
- 大沢勇（1963 - 1965）
- 大島公一（1993 - 1995）
- 太田侃（1954 - 1955）
- 太田清春（1974 - 1980）
- 太田幸司（1970 - 1983途）
- 太田暁（1989 - 1996）
- 大谷泰雄（1967 - 1969）
- 大津守（1958 - 1963）
- 大塚晶文（1997 - 2003途）
- 大塚健伸（1984 - 1989）
- 大友工司（1960）
- 大西宏明（2003 - 2004）
- 大野守（1960 - 1961）
- 大場隆広（1971 - 1975）
- 大丸忠之（1963 - 1966）
- 大村慎次（1987 - 1992）
- 大村直之（1994 - 2004）
- 大森剛（1998途 - 1999）
- 大山光夫（1954）
- 岡田耕司（1985 - 1990）
- 岡田光雄（1969 - 1978）
- 岡野義光（1967 - 1968）
- 岡本晃（1996 - 2004）
- 岡本教平（1955 - 1957）
- 小川亨（1968 - 1984）
- 小川宗直（1991）
- 奥田元（1952 - 1953）
- ベン・オグリビー（1987 - 1988）
- 小坂勝仁（1996）
- 長田裕之（1958 - 1968）
- 小沢文夫（1957）
- 小田義人（1982 - 1983）
- 小田野柏（1953）
- 越智康朗（1961 - 1966）
- 尾西和夫（1976 - 1981）
- 小野和義（1984 - 1993）
- 小野仁（2003）
- 尾上旭（1988 - 1991）
- 小野坂清（1964 - 1971）

### か行
か
- 甲斐友治（1952 - 1953）
- 香川正（1954 - 1955）
- 香川秀光（1950 - 1954）
- 香川正人（1979 - 1982）
- 覚前昌也（2000 - 2003）
- 加倉井実（1960 - 1961）
- 筧裕次郎（2003 - 2004）
- 柏木国雄（1956 - 1958）
- レン・カスパラビッチ（1953途 - 1954）
- 香月良太（2004）
- 加藤晃郎（1958 - 1959）
- 加藤英治（1967 - 1969）
- 加藤伸一（2002 - 2004）
- 加藤哲郎（1983 - 1993）
- 加藤春雄（1950 - 1954途）
- 加藤英夫（1967 - 1976）
- 加藤英司（1984 - 1985）
- 加藤博人（2001）
- 加藤政一（1950 - 1951）
- 加藤正樹（1988 - 1995）
- 加藤昌利（1954 - 1963）
- 加藤良治（1979 - 1980）
- 門倉健（2000 - 2003）
- 門野利治（1967 - 1969）
- 金沢信彦（1983 - 1989）
- 金谷剛（2001）
- 金山晃士（1979 - 1981）
- 金子和三郎（1952途 - 終了）
- 兼光保明（1976 - 1983）
- 金村義明（1982 - 1994）
- 鎌田実（1967 - 1969）
- 鎌仲政昭（1996）
- 釜野照義（1968 - 1969）
- 神垣雅行（1981）
- 神林清二（1963 - 1965）
- 萱原一美（1954）
- ヘクター・カラスコ（2004途 - 終了）
- フレッディ・ガルシア（2001 - 2001途）
- 川内八洲男（1964 - 1970）
- 川上義信（1959 - 1960）
- 川口憲史（1995 - 2004）
- 川口孝秀（1972途 - 1975）
- 川尻哲郎（2004）
- 河瀬雅英（1976 - 1977）
- 川本浩次（1971 - 1975）
- 瓦谷嘉宏（1958 - 1966）
- オジー・カンセコ（1991 - 1991途）
- 神部年男（1970 - 1978）

き
- 菊川昭二郎（1963 - 1967）
- 菊村徳用（1981 - 1983）
- 岸輝男（1958 - 1959）
- 岸佳之（1984）
- 北岡功吉（1953）
- 北川公一（1964 - 1974）
- 北川博敏（2001 - 2004）
- 北野勉（1956 - 1957）
- 北村俊介（1996途 - 1997）
- 木塚忠助（1957 - 1959）
- 鬼頭政一（1952 - 1958）
- 衣川幸夫（1993 - 2000途）
- 木下文信（1988 - 1995）
- 木原義隆（1965 - 1967）
- 君野健一（1953 - 1958）
- 木村勝男（1958 - 1965）
- 木村軍治（1962 - 1967）
- 木村重視（1965 - 1983）
- 木村勉（1954 - 1958）
- 清川栄治（1991途 - 1997）
- 清田文章（1986 - 1992）
- 清本登志也（1981 - 1982）
- 吉良俊則（2004）
- ショーン・ギルバート（2001途 - 終了）
- 金城晃世（1967 - 1968）

く
- ジム・クォルス（1972途 - 1973）
- 日下隆（1952 - 1958）
- 久保祥次（1973 - 1974）
- 久保充広（1993 - 1995）
- 久保征弘（1959 - 1966）
- 久保康生（1977 - 1988途・1996途 - 1997）
- フィル・クラーク（1997 - 2000）
- 倉本慎也（1996 - 2000）
- デビッド・グリーン（1986途 - 終了）
- 栗田智史（1991）
- 栗田雄介（2004）
- 栗橋茂（1974 - 1989）
- ビル・グリヒン（1963途 - 終了）
- マイク・クレス（1966 - 1967途）
- 黒尾重明（1950 - 1955）
- 黒田勉（1956 - 1965）
- 黒田能弘（1962）
- 桑認（1989 - 1993）

け
- 慶元秀章（1982 - 1988）

こ
- 五井孝蔵（1950 - 1954）
- 古池拓一（2000 - 2001）
- 小池秀郎（1993 - 1999・2002 - 2004）
- 小池均（1982 - 1984）
- 好太（1999 - 2001）
- 河野安男（1959 - 1960）
- マーク・コーリー（1984途 - 途）
- フランク・コギンス（1973 - 1973途）
- 小崎武司（1987）
- 後関昌彦（1989 - 1992）
- 小玉明利（1953 - 1966）
- 児玉泰（1962）
- 後藤修（1959 - 1960）
- 後藤忠弘（1962 - 1963）
- 五島道信（1956 - 1959）
- 小橋輝也（1971 - 1972）
- 小林経旺（1958）
- 小森光生（1962 - 1966）
- 小山昌男（1982 - 1991）
- 近藤章仁（1984 - 1989）
- 近藤一樹（2002 - 2004）
- 近藤和彦（1973）
- 近藤三明（1959 - 1962）
- 近藤義之（1968 - 1971）

### さ行
さ
- 西条勝男（1962 - 1965）
- 斎田忠利（1958 - 1962）
- 斎藤英雄（1970 - 1972）
- 坂克彦（2004）
- 堺崇展（1965）
- 酒井弘樹（1994 - 2000）
- 酒井増夫（1974 - 1979）
- 坂口智隆（2003 - 2004）
- 坂口浩則（1989 - 1992）
- 坂本茂（1950 - 1952）
- 阪本敏三（1976 - 1978）
- 佐々木修（1985 - 1994）
- 佐々木恭介（1972 - 1982）
- 佐々木宏一郎（1963途 - 1975途）
- 佐藤和宏（2002 - 2004）
- 佐藤純一（1983 - 1990）
- 佐藤竹秀（1971 - 1978）
- 佐藤秀明（1989 - 1992）
- 佐藤裕幸（1999）
- 佐藤文男（1972 - 1980）
- 佐藤良一（1955 - 1958）
- 佐野勝稔（1971 - 1974）
- 佐野クリスト（1978 - 1984）
- 佐野重樹（1991 - 1999）
- 沢藤光郎（1950 - 1957）
- ラモン・サントス（1970）

し
- C・D（1996）
- ジェンク（1962途 - 終了）
- 塩村典司（1956 - 1957）
- 重村武男（1955 - 1957）
- 宍戸善次郎（1950 - 1951）
- 品田操士（1992 - 2000）
- 志農介啓（1956 - 1957）
- 芝池博明（1969 - 1972・1975 - 1976）
- 柴田佳主也（1991 - 2001）
- 島方金則（1950 - 1951）
- 嶋田章弘（1994 - 1996途）
- 島田光二（1955 - 1967）
- 島田順介（1955）
- 島田直也（2003）
- 島田芳明（1988）
- 島貫省一（1985）
- 島本啓次郎（1981途 - 1983）
- 島本講平（1975途 - 1985）
- ジムタイル（1969）
- 下山真二（2003 - 2004）
- ブライアン・シャウス（1998途 - 終了）
- クラレンス・ジョーンズ（1974 - 1977）
- エライジャ・ジョンソン（1971）
- マイク・ジョンソン（2002途 - 終了）
- 白滝政孝（1977 - 1980）
- 新里賢（2004）
- 新里紹也（2001）

す
- 杉斉英（1969 - 1970）
- 杉山賢人（2000途 - 2001途）
- 杉山光平（1952 - 1954）
- 杉山悟（1960）
- 勝呂壽統（1997 - 1999）
- 須崎正明（1963 - 1964）
- 鈴木啓示（1966 - 1985）
- 鈴木貴久（1985 - 2000）
- 鈴木武（1953 - 1960途）
- 鈴木郁洋（2003 - 2004）
- 鈴木康二朗（1983 - 1986）
- リー・スチーブンス（1994 - 1995）
- 住友一哉（1982 - 1988）

せ
- 清俊彦（1968 - 1975）
- 背尾伊洋（1992 - 1998途）
- 関口伊織（2001途 - 2004）
- 関根潤三（1950 - 1964）
- 関根知男（1971 - 1974）
- 関森正治（1955 - 1963）

### た行
た
- 代田建紀（1998 - 2000途）
- 高井準一（1961 - 1962）
- 高木孝治（1973 - 1978途）
- 高木喬（1963 - 1967）
- 高木康成（2000 - 2004）
- 高岸佳宏（1976 - 1978）
- 高嶋徹（1996 - 2000）
- 高須洋介（1998 - 2004）
- 高塚信幸（1998 - 2003）
- 高塚峯治（1950 - 1953）
- 鷹野史寿（2000 - 2004）
- 高橋里志（1985 - 1986）
- 高橋幸広（1971）
- 髙村祐（1992 - 2004）
- 高柳出己（1988 - 1995）
- 田川豊（1950 - 1952）
- 内匠政博（1993 - 2002）
- 宅和本司（1960 - 1961）
- 田口茂樹（1989 - 1993）
- 武内和男（1958）
- 竹下光郎（1960 - 1965）
- 武智修（1953 - 1957）
- 武智文雄（1950 - 1962）
- 多田文久三（1954 - 1955）
- 橘健治（1972 - 1986）
- 田中照雄（1958）
- 田中宏和（1995 - 1999）
- 田辺修（1963 - 1969）
- 谷真一（1983 - 1990）
- 谷宏明（1975 - 1988）
- 谷口悦司（2002 - 2004）
- 谷崎浩二（1980 - 1989）
- 谷野信次郎（1961 - 1962）
- 田畑一也（2000 - 2001途）
- 田端謙二郎（1966 - 1971）
- 玉峰伸典（2001途 - 2002）
- 溜池敏隆（1972 - 1974）

ち
- 近澤昌志（2001 - 2004）
- チャック（1964）
- 中馬賢治（1982 - 1985）
- 丁銀隆（1953 - 1956）

つ
- ブラッド・ツイドリー（2000）
- 佃明忠（1958 - 1959）
- 辻佳紀（1970 - 1973）
- 辻中貞年（1953 - 1956）
- 辻村亘（1959）
- 蔦行雄（1957 - 1962）

て
- ディック・ディサ（1964途 - 1965）
- アルビン・デービス（1992途 - 途）
- リチャード・デービス（1984途 - 1988途）
- 手銭善之（1957）
- ジャン・テハダ（1970途 - 終了）
- リチャード・デュラン（1984 - 1984途）
- フェルナンド・デラクルーズ（1999）
- 寺田吉孝（1971 - 1978）
- 寺前正雄（1991 - 1998）
- 寺村友和（2003）
- テリーリー（1983）

と
- 土井正博（1961 - 1974）
- 登記欣也（1979 - 1982）
- 東新昇（1968 - 1969）
- 東本之雄（1957 - 1960）
- 徳久利明（1961 - 1967）
- 戸口天従（1953 - 1960途）
- パット・ドッドソン（1989）
- 十時啓視（1960 - 1961）
- 豊原豊（1983 - 1986）
- 豊村健泰（1962 - 1963）
- 鳥井源義（1956）
- 鳥坂九十九（1973 - 1977）
- ジム・トレーバー（1990 - 1991）

### な行
な
- 内藤博文（1959 - 1961）
- 永井康雄（1953 - 1958）
- 永池恭男（2003 - 2004）
- 永尾泰憲（1979 - 1981）
- 長岡学（1988 - 1992）
- 中川隆治（1995 - 1999）
- 長倉大宝（1958 - 1959）
- 長坂健治（2002 - 2004）
- 中沢春雄（1971 - 1974）
- 中島浩一（1976 - 1978途・1980）
- 中島輝士（1996 - 1998）
- 中島裕司（1983 - 1987）
- 中田庄治郎（1952）
- 永田隆次（1950 - 1951）
- 中谷忠己（1988途 - 1993）
- 中藤義雄（1987 - 1989）
- 永淵洋三（1968 - 1975）
- 中根仁（1989 - 1997）
- 仲根正広（1973 - 1987）
- 仲野重勝（1961 - 1962）
- 中野英明（1976 - 1980）
- 中濱裕之（1997 - 2002）
- 中村紀洋（1992 - 2004）
- 中村良二（1987 - 1996）
- 中本和希（2004）
- 梨田昌孝（1972 - 1988）
- 奈良将史（2000 - 2002）

に
- 新村孝造（1953）
- 西岡洋（1997 - 1999）
- 西川慎一（1994 - 2000途）
- 西野叡治（1957 - 1958）
- 西村俊二（1970 - 1980）
- 西村龍次（1995途 - 1997）

ね
- 根市寛貴（2004）
- 根本陸夫（1952 - 1957）

の
- 野口理夫（1991 - 1995）
- 野崎恒男（1978途 - 1979）
- 野田雲平（1978 - 1987）
- 野林大樹（1988 - 1991途・1993途 - 1996）
- 野茂英雄（1990 - 1994）
- 野本喜一郎（1953）

### は行
は
- ショーン・バーグマン（2001途 - 2002）
- ケビン・バーン（2003 - 2004）
- ラリー・バーンズ（2004）
- 拝藤聖雄（1952 - 1956）
- ジェレミー・パウエル（2001途 - 2004）
- デニス・パウエル（1995）
- 萩原誠（1998 - 2001）
- 白仁天（1981）
- 土師一男（1964 - 1965）
- 橋本孝志（1965 - 1972）
- 長谷川繁雄（1963）
- 羽田耕一（1972 - 1989）
- 畑山俊二（1997）
- ジーン・バッキー（1969）
- 服部力（1950 - 1951）
- 服部敏和（1969 - 1975）
- バディ（1977）
- 花房健（1981 - 1985）
- 浜口猛（1954 - 1957）
- 浜口春好（1968）
- 早川靖雄（1961 - 1963）
- 林勝美（1955 - 1957）
- 林敬治（1991 - 1994）
- 林忠雄（1953）
- 林正広（1976 - 1985）
- 林泰宏（1984）
- 原勝彦（1954 - 1960）
- 原田和彦（1986 - 1992）
- 原野一博（1968 - 1971）
- ビクター・ハリス（1981 - 1983）
- カルロス・バルデス（1999）
- チコ・バルボン（1965）
- ディック・パレニイ（1956）
- テリー・ハンキンス（1972）
- 半田実（1969 - 1974）
- 板東里視（1960 - 1979）
- アイク・ハンプトン（1981途 - 終了）
- バンボ（1985 - 1986途）

ひ
- ビリー・ビーン（1992 - 1992途）
- 東口清美（1952途 - 1954）
- 東田巍（1960 - 1962）
- 樋口貞一（1952 - 1954）
- 桧山泰浩（1986 - 1991）
- 兵頭冽（1957 - 1958）
- 平井誠一（1963 - 1968）
- 平江巌（1990 - 1996）
- 平下晃司（1996 - 2000）
- 平田洋（1999）
- 平野光泰（1972 - 1985）
- 平原修一（1962 - 1964）
- 廣田浩章（2000）
- 広政秀之（1989 - 1992）
- ビル・ピンカード（1955途 - 1956）

ふ
- 深代芳史（1972 - 1973）
- 吹石徳一（1975 - 1988）
- 吹田俊明（1956 - 1960）
- 福井努（1991 - 1992）
- 福井保夫（1975 - 1983）
- 福島明弘（1986 - 1993）
- 福島孝二（1979 - 1983）
- 福島孟男（1957）
- 福地経人（1986 - 1990）
- 福原勝（1959 - 1965）
- 福盛和男（2004）
- 福家雅明（1989）
- 藤井彰人（1999 - 2004）
- 藤井清一郎（1952 - 1953）
- 藤井秀通（1970 - 1971）
- 藤﨑紘範（1999 - 2004）
- 藤瀬史朗（1976 - 1984途）
- 藤田正一（1961 - 1962）
- 藤立次郎（1990 - 1999）
- 藤原保行（1980 - 1987）
- 藤原清景（1988 - 1995）
- 渕脇芳行（1993 - 1999）
- ラルフ・ブライアント（1988途 - 1995）
- ウィル・フリント（2001 - 2001途）
- ブルーム（1960途 - 1964）
- 古久保健二（1983 - 2002）

へ
- 別所真三（1956 - 1957）

ほ
- 宝山省二（1950 - 1953途）
- 星野おさむ（2002 - 2004）
- 細溝久男（1953 - 1957）
- ロン・ボトラ（1959 - 1961）
- 堀江晃嗣（1996 - 1998）
- カール・ボレス（1966 - 1968）

### ま行
ま
- マイク（1983）
- 前川勝彦（1997 - 2003）
- 前田忠節（2000 - 2004）
- 真木将樹（1998 - 2001途）
- 真喜志康永（1987 - 1994）
- 牧田明久（2001 - 2004）
- 牧野伸（1962 - 1968）
- 益川満育（1977 - 1978）
- 益田大介（2001途 - 2004）
- 松尾幸政（1976 - 1983）
- 松岡洋治（1954 - 1957）
- 松久保新吾（1988 - 1996）
- 松下秀文（1960 - 1961）
- 松嶋善久（1979 - 1980）
- 松田匡司（2004途 - 終了）
- 松谷竜二郎（1995途 - 1997）
- ロブ・マットソン（1998 - 1999）
- 松原良明（1966 - 1971）
- 松比良平太（1999 - 2002）
- 松村彰士（1975 - 1976）
- 松本拓也（1999 - 2003）
- 的山哲也（1994 - 2004）
- 真鍋幹三（1971 - 1974）
- チャーリー・マニエル（1979 - 1980）
- ドン・マネー（1984 - 1984途）
- マリオ（2004途 - 終了）
- 丸尾英司（2000）
- 丸山義久（1956）
- ブライアン・マレット（2003途 - 終了）

み
- 三浦正規（1969 - 1971）
- 三木仁（2002 - 2004）
- グレン・ミケンズ（1959 - 1963）
- 三澤興一（2001途 - 2003）
- 水口栄二（1991 - 2004）
- 水谷宏（1969 - 1978）
- 水本源重（1954）
- 御手洗久文（1982）
- 光井正和（1980 - 1985）
- 光山英和（1986 - 1997途）
- 南真一郎（1995 - 1998途）
- 南秀憲（1986 - 1988）
- 御船英之（1997 - 1998）
- 見本武次（1953 - 1959）
- 三本政之（1975 - 1982）
- 三宅成幸（1970 - 1971）
- 宮下典明（1991 - 1995）
- 宮原秀明（1971途 - 1972）
- 宮本勝寿（1963 - 1964）
- 宮本大輔（2000 - 2004）
- ボブ・ミラッキ（1997）

む
- 武藤孝司（1996 - 2003）
- 村上隆行（1984 - 2000）
- 村上良次（1978 - 1980）
- 村越稔（1973）
- 村田康一（1956 - 1964）
- 村田辰美（1975 - 1989）
- 室川光男（1950 - 1951）

め
- 面出哲志（1999 - 2000）

も
- 森岡裕之（1996 - 1997）
- 森下重好（1950 - 1955）
- 盛田幸妃（1998 - 2002）
- 森山一人（1992 - 1998）
- 森山隆男（1975）
- 森脇浩司（1979 - 1983）

### や行
や
- 八重沢憲一（1976）
- 八木啓勝（1956 - 1957）
- 矢嶋勝彦（1967 - 1969）
- 安居玉一（1955）
- 安井智規（1961 - 1976）
- 安田周一郎（1990 - 1995）
- 谷内聖樹（1991 - 1999）
- 柳田豊（1975 - 1987）
- 柳原隆弘（1975 - 1987）
- 柳田昌夫（1994 - 1996）
- 矢野晃（1967 - 1970）
- 矢野英司（2004）
- 矢ノ浦国満（1960 - 1965）
- 山岡勝（1986 - 1991）
- 山口哲治（1978 - 1985）
- 山﨑一玄（2001 - 2002）
- 山﨑浩司（1999 - 2004）
- 山崎慎太郎（1985 - 1997）
- 山下和彦（1985 - 1994）
- 山下勝己（2000 - 2004）
- 山下登（1954 - 1959）
- 山下譲（1950 - 1952）
- 山田勝国（1963 - 1971）
- 山田清三郎（1952 - 1958）
- 山田真実（1986 - 1995）
- 山名守彦（1953 - 1954）
- 山中浩次（1976 - 1981）
- 山村達也（1980 - 1990）
- 山村宏樹（2000 - 2004）
- 山本和範（1977 - 1982・1996 - 1999）
- 山本重政（1962 - 1969）
- 山本静雄（1950 - 1957）
- 山本省吾（2001 - 2004）
- 山本八郎（1963 - 1966）
- 山本雅夫（1987）

ゆ
- ユウキ（1998 - 2001）
- 湯舟敏郎（2001）

よ
- 陽田浅吉（1974 - 1980）
- 横山徹也（2003 - 2004）
- 吉井理人（1984 - 1994）
- 吉岡雄二（1997 - 2004）
- 吉川勝成（2000 - 2004）
- 良川昌美（1982 - 1988）
- 吉川元浩（1998 - 2002）
- 吉沢岳男（1962 - 1968）
- 吉田勝彦（1963 - 1967）
- 吉田剛（1985 - 2000途）
- 吉田道（1993 - 1996）
- 吉田豊彦（2002 - 2004）
- 吉田陽次（1952 - 1955）
- 義原武敏（1962）
- 芳村嵓夫（1950 - 1951）
- 善村一仁（1994 - 1999）
- 吉本亮（1996途 - 終了）
- 依田栄二（1981 - 1984）
- 依田政彦（1984 - 1989途）
- 米崎薫臣（1989 - 1993）
- 米田哲也（1977）
- 米増豊（1961）

### ら行
ら
- クレイグ・ライアン（1981 - 1981途）
- ウールジー・ライス（1986途 - 終了）
- ジョニー・ラフィン（1997途 - 終了）

り
- ジェシー・リード（1991途 - 1992途）
- ジョー・リス（1978）
- ハーマン・リベラ（1989途 - 終了）

れ
- ロバート・ジェームズ・レイノルズ（1993）
- フィル・レフトウィッチ（1998 - 1999）

ろ
- トニー・ロイ（1969）
- タフィー・ローズ（1996 - 2003）
- ネリオ・ロドリゲス（2003途 - 終了）
- デーブ・ロバーツ（1973途 - 終了）
- ロン・ロリッチ（1976途 - 終了）

### わ
- 若杉輝明（1953 - 1956）
- 脇坂隆志（1964 - 1967）
- 渡辺麿史（1978 - 1982）
- 渡辺博之（1958 - 1959）
- 渡部満（1953途 - 終了）

## 歴代背番号

### 00・0・1桁台
- 00：大島公一（1993 - 1995）→堀江賢治（1996 - 1998）→森谷昭仁（1999 - 2004）
- 0：吉田剛（1991 - 1993）→勝呂壽統（1997 - 1999）→代田建紀（2000 - 2000途）→益田大介（2001途 - 2004）
- 1：和田久太郎（1951）→中田庄治郎（1952）→武智修（1953 - 1957）→加藤晃郎（1958 - 1959）→平井三郎（1960 - 1961）→木塚忠助（1962）→矢ノ浦国満（1963 - 1965）→鈴木啓示（1966 - 1985）→永久欠番（ - 2004）
- 2：宍戸善次郎（1950 - 1951）→杉山光平（1952 - 1954）→小玉明利（1955 - 1967）→飯田幸夫（1968 - 1971）→一枝修平（1972 - 1973）→栗橋茂（1974 - 1989）→鈴木貴久（1990 - 2000）→的山哲也（2001 - 2004）
- 3：坂本茂（1950 - 1952）→渡部満（1953）→多田文久三（1954 - 1955）→パレニイ（1956）→伊香輝男（1957 - 1967）→土井正博（1968 - 1974）→羽田耕一（1975 - 1989）→石井浩郎（1990 - 1996）→中村紀洋（1997 - 2000）→吉岡雄二（2001 - 2004）
- 4：カスパラビッチ（1953 - 1954）→ピンカード（1956）→兵頭冽（1957 - 1958）→小森光生（1962 - 1966）→島田光二（1967）→ロイ（1968）→バッキー（1969）→テハダ（1970）→関根知雄（1971 - 1974）→アンドリウス（1975）→阪本敏三（1976 - 1978）→マニエル（1979 - 1980）→ハンプトン（1981）→ウルフ（1982）→大石大二郎（1983 - 1997）→高須洋介（1998 - 2004）
- 5：加藤政一（1950 - 1951）→鬼頭政一（1952 - 1958）→林義一（1959）→杉山悟（1960）→岩下守道（1961 - 1962）→高木喬（1963 - 1967）→阿南準郎（1968 - 1970）→ジョンソン（1971）→佐々木恭介（1972 - 1982）→加藤英司（1984 - 1985）→村上隆行（1986 - 2000）→中村紀洋（2001 - 2004）
- 6：島方金則（1950 - 1951）→樋口貞一（1952 - 1953）→原勝彦（1954 - 1960）→谷野信次郎（1961）→島田光二（1962 - 1966）→安井智規（1967 - 1975）→石渡茂（1976 - 1983）→バンボ（1985 - 1986）→金村義明（1987 - 1994）→久保康生（1996 - 1997）→武藤孝司（2000 - 2003）
- 7：永田隆次（1950 - 1951）→奥田元（1952 - 1953）→鈴木武（1954 - 1960途）→東田巍（1960途 - 1962）→木村軍治（1963 - 1967）→小川亨（1968 - 1984）→淡口憲治（1986 - 1989）→畑山俊二（1990 - 1993）→中根仁（1994 - 1997）→大村直之（1999 - 2004）
- 8：芳村嵓夫（1950 - 1951）→根本陸夫（1952 - 1957）→渡辺博之（1958 - 1959）→十時啓視（1960 - 1961）→吉沢岳男（1962）→山本八郎（1963 - 1966）→鎌田実（1967 - 1969）→辻佳紀（1970 - 1973）→梨田昌孝（1974 - 1988）→米崎薫臣（1989 - 1993）→吉田剛（1994 - 2000途）→礒部公一（2001 - 2004）
- 9：山本静雄（1950 - 1957）→佃明忠（1958 - 1959）→矢ノ浦国満（1960 - 1962）→吉沢岳男（1963 - 1968）→伊勢孝夫（1969 - 1976）→平野光泰（1977 - 1985）→新井宏昌（1986 - 1992）→内匠政博（1993 - 1999）→鷹野史寿（2000 - 2004）

### 10番台
- 10：高塚峯治（1950 - 1953）→加藤昌利（1954 - 1963）→脇坂隆志（1964 - 1967）→永淵洋三（1968 - 1975）→島本講平（1976 - 1985）→グリーン（1986）→オグリビー（1987 - 1988）→山下和彦（1989 - 1994）→水口栄二（1995 - 2004）
- 11：室川光男（1950 - 1951）→山田清三郎（1952 - 1958）→平井三郎（1959）→江崎照雄（1960 - 1962）→伊藤幸男（1963 - 1967）→山田勝国（1968 - 1971）→芝池博明（1972）→市橋秀彦（1974 - 1975）→米田哲也（1977）→渡辺麿史（1978）→香川正人（1979 - 1982）→谷宏明（1983 - 1988）→吉井理人（1989）→野茂英雄（1990 - 1994）→大塚晶文（1997 - 2003途）→ロドリゲス（2003途 - 終了）→川尻哲郎（2004）
- 12：宝山省二（1950 - 1953）→萱原一美（1954）→新田道郎（1955）→永井康雄（1956 - 1958）→近藤三明（1959 - 1962途）→山本重政（1962途 - 1969）→木村重視（1970 - 1972）→井本隆（1973 - 1982）→鈴木康二朗（1983 - 1986）→真喜志康永（1987 - 1994）→香田勲男（1995 - 2001）→山村宏樹（2002 - 2004）
- 13：野本喜一郎（1953）→新田道郎（1954）→小沢文夫（1957）→田中照雄（1958）→後藤修（1959 - 1960）→木村軍治（1962 - 1963）→安井俊憲（1966）→田辺修（1967 - 1969）→市橋秀彦（1971 - 1973）→有田二三男（1974 - 1978）→登記欣也（1979 - 1980）→石本貴昭（1981 - 1991）→江坂政明（1992 - 1997）→柴田佳主也（1999 - 2001）→有銘兼久（2002 - 2004）
- 14：服部力（1950 - 1951）→藤井清一郎（1952 - 1953）→太田侃（1954 - 1955）→榎原好（1956）→木塚忠助（1957 - 1959）→大友工司（1960）→徳久利明（1961 - 1964）→バルボン（1965）→徳久利明（1967）→清俊彦（1968 - 1975）→高木孝治（1976途 - 1978途）→野崎恒男（1978途 - 1979）→谷崎浩二（1980 - 1986）→阿波野秀幸（1987 - 1994）→佐野重樹（1995 - 1999）→エルビラ（2000 - 2001）→加藤伸一（2002 - 2004）
- 15：五井孝蔵（1950 - 1954）→岡本教平（1955 - 1957）→大津守（1958 - 1963）→磯田毅（1964 - 1966）→加藤英治（1967 - 1968）→岡田光雄（1969 - 1974）→福井保夫（1975 - 1983）→マネー（1984 - 1984途）→デービス（1984途 - 1988途）→山崎慎太郎（1989 - 1997）→真木将樹（1998 - 2001途）→ウィルソン（2002）→小野仁（2003）→福盛和男（2004）
- 16：武智文雄（1950 - 1963）→佐々木宏一郎（1964 - 1975）→久保康生（1977 - 1988途）→ブライアント（1988途 - 1995）→岡本晃（1996 - 2004）
- 17：沢藤光郎（1950 - 1957）→伊藤四郎（1958 - 1959）→板東里視（1960 - 1979）→藤原保行（1980 - 1984）→佐々木修（1985 - 1994）→中川隆治（1995 - 1996）→石毛博史（1997 - 2002）→門倉健（2003）→香月良太（2004）
- 18：黒尾重明（1950 - 1955）→山下登（1956 - 1959）→ミケンズ（1960 - 1963）→徳久利明（1964 - 1966）→門野利治（1967 - 1969）→太田幸司（1970 - 1982）→山村達也（1984 - 1990）→寺前正雄（1991 - 1993）→酒井弘樹（1994 - 2000）→山本省吾（2001 - 2004）
- 19：関根潤三（1950 - 1964）→加藤英夫（1967 - 1970）→伊藤竜彦（1971）→橘健治（1972 - 1986）→山本雅夫（1987）→尾上旭（1988 - 1991）→赤堀元之（1992 - 2004）

### 20番台
- 20：香川秀光（1950 - 1954）→佐藤良一（1955 - 1958）→大崎三男（1959 - 1960）→大友工司（1961）→児玉泰（1962）→小野坂清（1965 - 1971）→橋本孝志（1972）→仲根正広（1973 - 1987）→高柳出己（1988 - 1995）→ローズ（1996 - 2003）
- 21：石田武男（1950 - 1951）→拝藤聖雄（1952 - 1956）→荒井健（1957 - 1958）→内藤博文（1959 - 1961）→蔦行雄（1962）→小野坂清（1964）→木原義隆（1965 - 1967）→五十嵐英夫（1968 - 1974）→柳田豊（1975 - 1987）→加藤正樹（1988 - 1989）→吉井理人（1990 - 1995途）→西村龍次（1995途 - 1997）→盛田幸妃（1998 - 2002）→岩隈久志（2003 - 2004）
- 22：森下重好（1950 - 1955）→黒田勉（1956 - 1965）→田端謙二郎（1966 - 1970）→宮原秀明（1971 - 1972）→久保祥次（1973 - 1974）→平野光泰（1976）→バディ（1977）→野田雲平（1978 - 1980）→住友一哉（1981 - 1988）→佐藤秀明（1989 - 1992）→吉田道（1993 - 1995）→C・D（1996）→礒部公一（1997 - 2000）→愛敬尚史（2001 - 2004）
- 23：伊藤利夫（1950 - 1951）→吉田陽次（1952 - 1955）→浜口猛（1956）→榎原好（1957 - 1958）→ミケンズ（1959）→宅和本司（1960 - 1961）→長田裕之（1962 - 1968）→芝池博明（1969 - 1971）→服部敏和（1972 - 1975）→中野英明（1976 - 1980）→林正広（1981 - 1984）→島貫省一（1985）→山岡勝（1986 - 1991）→小池秀郎（1993 - 1999）→門倉健（2000 - 2002）→バーン（2003 - 2004）
- 24：足立礼四郎（1951）→日下隆（1952 - 1958）→ボトラ（1959 - 1961）→ジェンク（1962）→児玉弘義（1963 - 1972）→有田修三（1973 - 1985）→桧山泰浩（1986 - 1991）→髙村祐（1992 - 2004）
- 25：山下譲（1950 - 1952）→香川正（1954 - 1955）→島田光二（1956 - 1961）→村田康一（1962 - 1964）→堺崇展（1965）→北川公一（1966 - 1974）→吹石徳一（1975 - 1988）→ドッドソン（1989）→安達俊也（1990 - 1996）→クラーク（1997 - 2000途）→パウエル（2001途 - 2004）
- 26：田川豊（1950 - 1952）→戸口天従（1953 - 1960途）→ブルーム（1960途 - 1964）→橋本孝志（1965 - 1971）→溜池敏隆（1972）→近藤和彦（1973）→上林成行（1974 - 1980）→山村達也（1981 - 1983）→小野和義（1984 - 1993）→西川慎一（1994 - 2000途）→杉山賢人（2000途 - 2001途）→三澤興一（2001途 - 2003）→下山真二（2004）
- 27：加藤春雄（1950 - 1953）→木村勉（1954 - 1958）→斎田忠利（1959 - 1962）→長谷川繁雄（1963）→チャック（1964）→大崎隆雄（1965）→ボレス（1966 - 1968）→木村重視（1969）→神部年男（1970 - 1978）→池辺豪則（1979）→光井正和（1980 - 1985）→南秀憲（1986 - 1988）→中根仁（1989 - 1993）→古久保健二（1994 - 2002）→坂口智隆（2003 - 2004）
- 28：青池良正（1950 - 1954）→大石雅昭（1955 - 1959）→加倉井実（1960 - 1961）→伊藤博文（1962）→グリヒン（1963）→北川公一（1964 - 1965）→クレス（1966）→雨宮捷年（1968 - 1970）→中沢春雄（1971 - 1974）→西村俊二（1975 - 1980）→花房健（1981）→金村義明（1982 - 1986）→中村良二（1987 - 1996）→前川勝彦（1997 - 2003）→マリオ（2004途 - 終了）
- 29：苅田久徳（1950・1952）→小田野柏（1953）→樋口貞一（1954）→安居玉一（1955）→関森正治（1956 - 1962）→青山勝巳（1963）→平井誠一（1964 - 1968）→青山重雄（1969 - 1977）→山口哲治（1978 - 1985）→中藤義雄（1987 - 1989）→加藤正樹（1990 - 1995）→池上誠一（1996 - 1998）→宇高伸次（1999 - 2003）→矢野英司（2004）

### 30番台
- 30：藤田省三（1950 - 1952途）→加藤春雄（1954 - 1958）→野口二郎（1962 - 1966）→サントス（1970）→広田順（1971）→羽田耕一（1972 - 1974）→芝池博明（1975 - 1976）→益川満育（1977 - 1978）→永尾泰憲（1979 - 1981）→加藤哲郎（1983 - 1993）→アボット（1994）→田中宏和（1995 - 1998）→バルデス（1999）→ウォルコット（2000）→山﨑一玄（2001 - 2002）→島田直也（2003）→カラスコ（2004途 - 終了）
- 31：鈴木武（1953）→松岡洋治（1954 - 1957）→斎田忠利（1958）→千葉茂（1959 - 1961）→竹下光郎（1962 - 1965）→岡野義光（1967 - 1968）→水谷宏（1969 - 1978）→森脇浩司（1979 - 1983）→大原徹也（1984 - 1987）→島田芳明（1988）→山田真実（1989 - 1995）→荒井幸雄（1996 - 1997）→森谷昭仁（1998）→藤井彰人（1999 - 2004）
- 32：若杉輝明（1953 - 1956）→伊川義則（1957 - 1958）→河野安男（1959 - 1960）→牧野伸（1962 - 1968）→杉斉英（1969 - 1970）→石渡茂（1971 - 1975）→陽田浅吉（1976 - 1980）→登記欣也（1981 - 1982）→谷真一（1983 - 1990）→水口栄二（1991 - 1994）→松谷竜二郎（1995 - 1997）→レフトウィッチ（1998 - 1999）→前田忠節（2000 - 2004）
- 33：甲斐友治（1952 - 1953）→大山光夫（1954 - 1955）→五島道信（1956 - 1959）→大坂雅彦（1960 - 1962）→井上勝巳（1963 - 1967）→相川進（1969 - 1971）→ハンキンス（1972）→溜池敏隆（1973 - 1974）→石山一秀（1975 - 1983）→依田政彦（1984 - 1989途）→リベラ（1989途 - 終了）→トレーバー（1990 - 1991）→ビーン（1992 - 1992途）→デービス（1992途 - 終了）→レイノルズ（1993）→スチーブンス（1994 - 1995）→アキーノ（1996）→ミラッキ（1997）→代田建紀（1998 - 1999）→高木康成（2000 - 2004）
- 34：君野健一（1953 - 1958）→岸輝男（1959 - 1960）→越智靖朗（1961 - 1966）→矢嶋勝彦（1967 - 1969）→西村俊二（1970 - 1974）→村田辰美（1975 - 1989）→木下文信（1990 - 1995）→中島輝士（1996 - 1998）→面出哲志（1999 - 2000）→湯舟敏郎（2001）→小池秀郎（2002 - 2004）
- 35：今久留主功（1952 - 1955）→八木啓勝（1956 - 1957）→長田裕之（1958 - 1961）→別当薫（1962 - 1964）→今久留主功（1965 - 1966）→伊能正司（1967 - 1970）→佐藤竹秀（1971 - 1978）→渡辺麿史（1979 - 1982）→柳原隆弘（1983 - 1988）→佐藤純一（1989 - 1990）→カンセコ（1991 - 1991途）→リード（1991途 - 1992）→嶋田章弘（1994 - 1996途）→北村俊介（1996途 - 1997）→萩原誠（1998 - 2001）→三木仁（2002 - 2004）
- 36：東口清美（1952 - 1954）→関森正治（1955）→鳥井源義（1956）→蔦行雄（1957 - 1961）→義原武敏（1962）→吉田勝彦（1963 - 1967）→伊勢孝夫（1968）→井上重信（1969 - 1970）→佐野勝稔（1971 - 1974）→川本浩次（1975）→八重沢憲一（1976）→白滝政孝（1977 - 1980）→ハリス（1981 - 1983）→吉井理人（1984 - 1988）→後関昌彦（1989 - 1992）→野林大気（1993 - 1996）→大久保秀昭（1997 - 2001）→朝井秀樹（2002 - 2004）
- 37：永井康雄（1953 - 1955）→林勝彦（1956 - 1957）→武内和男（1958）→福原勝（1959 - 1965）→松原良明（1966 - 1971）→平野光泰（1972 - 1975）→尾西和夫（1976 - 1981）→小田義人（1982 - 1983）→近藤章仁（1984）→高橋里志（1985 - 1986）→谷崎浩二（1987 - 1989）→佐野重樹（1991 - 1994）→南真一郎（1995 - 1998途）→大森剛（1998途 - 1999）→内匠政博（2000 - 2002）→永池恭男（2003 - 2004）
- 38：新井寛治（1953）→石黒誠作（1954 - 1957）→青木惇（1958 - 1959）→大野守（1960 - 1961）→谷野信次郎（1962）→山田勝国（1963 - 1967）→浜口春好（1968）→斎藤英雄（1970 - 1972）→阿部成宏（1973 - 1981）→慶元秀章（1982 - 1988）→田口茂樹（1989 - 1993）→畑山俊二（1994 - 1996）→安部理（1997 - 1999）→山下勝己（2000 - 2004）
- 39：金本海錫（1954）→林勝彦（1955）→別所真三（1956 - 1957）→長倉大宝（1958 - 1960）→藤田正一（1961 - 1962）→大沢勇（1963 - 1965）→岩木康郎（1967 - 1976）→佐野元国（1978 - 1984）→山崎慎太郎（1985 - 1988）→福家雅明（1989）→藤立次郎（1990 - 1999）→田畑一也（2000 - 2001途）→五十嵐章人（2002 - 2003）→吉良俊則（2004）

### 40番台
- 40：苅田久徳（1951）→新村孝造（1953）→北野勉（1954 - 1957）→多田文久三（1958）→川上義信（1959）→樋笠一夫（1960 - 1961）→根本陸夫（1962 - 1962途）→近藤三明（1962途 - 終了）→木塚忠助（1963 - 1966）→岩本尭（1969 - 1970）→大場隆広（1972 - 1975）→安井俊憲（1976）→寺田吉孝（1977 - 1978）→藤瀬史朗（1979 - 1984）→山下和彦（1985 - 1988）→赤堀元之（1989 - 1991）→品田操士（1992 - 2000）→関口伊織（2001途 - 2004）
- 41：辻中貞年（1953 - 1956）→手銭善之（1957）→木村勝男（1958 - 1965）→飯田幸夫（1966 - 1967）→半田実（1969 - 1974）→五十嵐英夫（1975 - 1977）→アーノルド（1978 - 1980）→野田雲平（1981 - 1987）→木下文信（1988 - 1989）→入来智（1990 - 1996途）→吉本亮（1996途 - 終了）→吉岡雄二（1997 - 2000）→阿部真宏（2001 - 2004）
- 42：林忠雄（1953）→岡田亘弘（1954）→青柳和（1955）→熱田良一（1956 - 1957）→岸輝男（1958）→辻村亘（1959）→ジョーンズ（1974 - 1977）→リス（1978）→ライアン（1981 - 1981途）→マイク（1983）→コーリー（1984途 - 終了）→ライス（1986途 - 終了）→重村義則（1987 - 1988）→原田和彦（1990 - 1992）→衣川幸夫（1993）→柳田昌夫（1996）→入来智（1997 - 1998）→デラクルーズ（1999）→ツイドリー（2000）→バーグマン（2001途 - 2002）→マレット（2003途 - 終了）→バーンズ（2004）
- 43：見本武次（1953・1955 - 1959）→川上義信（1960）→高井準一（1961 - 1962）→菊川昭二郎（1963 - 1967）→三浦正規（1969 - 1971）→木村重視（1973 - 1978）→松嶋善久（1979 - 1980）→大石大二郎（1981 - 1982）→中島裕司（1983 - 1987）→松久保新吾（1988 - 1996）→御船英之（1997 - 1998）→山﨑浩司（1999 - 2004）
- 44：北岡功吉（1953）→浜口猛（1954 - 1955）→吹田俊明（1956 - 1960）→打越敏彦（1962）→ディサ（1964 - 1965）→ジムタイル（1969）→コギンス（1973 - 1973途）→ロバーツ（1973途 - 終了）→三本政之（1975 - 1983）→デュラン（1984 - 1984途）→鈴木貴久（1985 - 1989）→光山英和（1990 - 1997途）→ラフィン（1997途 - 終了）→シャウス（1998）→佐藤裕幸（1999）→エイバッド（2000）→ガルシア（2001 - 2001途）→ギルバート（2001途 - 終了）→ジョンソン（2002途 - 終了）→鈴木郁洋（2003 - 2004）
- 45：山下登（1953 - 1955）→柏木国雄（1956 - 1958）→久保征弘（1959 - 1966）→服部敏和（1969 - 1971）→クォルス（1972 - 1973）→太田清春（1974 - 1980）→神垣雅行（1981）→小山昌男（1982 - 1991）→背尾伊洋（1992 - 1998途）→市原圭（1998途 - 2002）→寺村友和（2003）→新里賢（2004）
- 46：島田順介（1954 - 1955）→塩村正行（1956 - 1957）→瓦谷嘉宏（1958 - 1966）→金城晃世（1967 - 1968）→加藤英治（1969）→三宅成幸（1970 - 1971）→川口孝秀（1972 - 1975）→兼光保明（1976 - 1983）→村上隆行（1984 - 1986）→大村慎次（1987 - 1992）→衣川幸夫（1994 - 2000）→北川博敏（2001 - 2004）
- 47：山名守彦（1953 - 1954）→村田康一（1955 - 1961）→後藤忠弘（1962 - 1963）→川内八洲男（1964 - 1970）→田端謙二郎（1971）→深代芳史（1972 - 1973）→松村彰士（1975 - 1976）→山本和範（1977 - 1982）→豊原豊（1983 - 1986）→野林大樹（1988 - 1991途）→清川栄治（1991途 - 1997）→マットソン（1998 - 1999）→古池拓一（2000 - 2001）→谷口悦司（2002 - 2004）
- 48：細溝久男（1953 - 1957）→西野叡治（1958）→江渡辰郎（1959 - 1965）→矢野晃（1967 - 1970）→雨宮捷年（1971）→村越稔（1973）→酒井増夫（1974 - 1979）→加藤良治（1980）→依田栄二（1981 - 1984）→吉田剛（1985 - 1990）→柴田佳主也（1991 - 1994）→パウエル（1995）→武藤孝司（1996 - 1999）→岩隈久志（2000 - 2002）→阿部健太（2003 - 2004）
- 49：丁銀隆（1953 - 1956）→福島孟男（1957）→青木孝夫（1958）→井上志津馬（1959）→加藤英夫（1971 - 1976）→山村達也（1980）→花房健（1982 - 1985）→山田真実（1986 - 1988）→桑認（1989 - 1993）→善村一仁（1994 - 1999）→丸尾英司（2000）→加藤博人（2001）→吉田豊彦（2002 - 2004）

### 50番台
- 50：芥田武夫（1953 - 1957）→沢藤光郎（1958 - 1961）→岩本義行（1962 - 1966）→中原宏（1969 - 1973）→関口清治（1974 - 1983）→佐々木恭介（1984 - 1985）→福地経人（1986 - 1990）→伊藤栄祐（1991 - 1996）→吉川元浩（1998 - 2002）→大西宏明（2003 - 2004）
- 51：水本源重（1954 - 1955）→東本之雄（1957 - 1960）→土井正博（1961 - 1967）→松下芳夫（1968 - 1969）→仰木彬（1970）→阿南準郎（1971）→真鍋幹三（1972 - 1974）→岡田光雄（1975 - 1978）→金山晃士（1979 - 1981）→御手洗久文（1982）→佐藤純一（1983 - 1988）→太田暁（1989 - 1996）→中川隆治（1997 - 1999）→廣田浩章（2000）→フリント（2001 - 2001途）→佐藤和宏（2002 - 2004）
- 52：小玉明利（1953 - 1954）→中津成史（1955）→丸山義久（1956）→岩田勝利（1957）→佐々木隼人（1959）→大久保計雄（1960 - 1967）→伊香輝男（1968 - 1970）→大久保計雄（1971）→梨田昌崇（1972 - 1973）→陽田浅吉（1974 - 1975）→林正広（1976 - 1980）→上林成行（1981）→小池均（1982 - 1984）→林正広（1985）→福島明弘（1986 - 1993）→寺前正雄（1994 - 1998）→谷口功一（1999）→奈良将史（2000 - 2002）→宇都格（2003 - 2004）
- 53：志茂友三郎（1953）→谷口藤一郎（1954）→島田光二（1955）→長尾旬（1956 - 1957）→宮谷一雄（1959 - 1960）→安井俊憲（1961 - 1965）→荒川俊三（1967 - 1969）→藤井秀通（1970 - 1971）→江坂哲雄（1972）→鳥坂九十九（1973 - 1974）→谷宏明（1975 - 1982）→大石滋昭（1983 - 1984）→藤原保行（1985 - 1987）→長岡学（1988 - 1992）→渕脇芳行（1993 - 1999）→覚前昌也（2000 - 2003）→坂克彦（2004）
- 54：志農介啓（1955 - 1957）→笹貫倬司（1959 - 1960）→阿部雄厚（1961 - 1964）→木村重視（1965 - 1968）→石山一秀（1970 - 1974）→島本講平（1975）→山中浩次（1976 - 1981）→中馬賢治（1982 - 1985）→池上誠一（1986 - 1995）→小坂勝仁（1996）→西岡洋（1997 - 1999）→宮本大輔（2000 - 2004）
- 55：吉田実（1955）→浦野保一（1956 - 1957）→山口純弘（1960）→仲野重勝（1961 - 1962）→伊勢孝夫（1963 - 1967）→原野一博（1970 - 1971）→芦田宏（1972）→高木孝治（1973 - 1976途）→ロリッチ（1976途 - 終了）→石原修治（1977 - 1987）→藤原清景（1988 - 1995）→高嶋徹（1996 - 2000）→近澤昌志（2001 - 2004）
- 56：重村武男（1955 - 1957）→門口秀世（1960 - 1962）→須崎正明（1963 - 1964）→大谷泰雄（1967 - 1969）→寺田吉孝（1971 - 1976）→村上良次（1978 - 1980）→菊村徳用（1981 - 1983）→光山英和（1984 - 1989）→平江巌（1990 - 1996）→中濱裕之（1997 - 2002）→下山真二（2003）→根市寛貴（2004）
- 57：越野通晃（1955）→市来満洲男（1956 - 1957）→小林経旺（1958）→松下秀文（1960 - 1961）→沢藤光郎（1962 - 1966）→真鍋幹三（1971）→佐藤文男（1972 - 1980）→江崎毅（1981 - 1982）→古久保健二（1983 - 1993）→的山哲也（1994 - 2000）→玉峰伸典（2001途 - 2002）→筧裕次郎（2003 - 2004）
- 58：石田勤一郎（1955 - 1956）→西野叡治（1957）→竹下光郎（1958 - 1959）→岩上江笠（1960 - 1965）→川本浩次（1971 - 1974）→森山隆男（1975）→松尾幸政（1976 - 1983）→安達俊也（1984 - 1989）→安田周一郎（1990 - 1995）→倉本慎也（1996 - 2000）→長坂健治（2001 - 2004）
- 59：浜口猛（1957）→早川靖雄（1960 - 1963）→小橋輝也（1971 - 1972）→鳥坂九十九（1975）→河瀬雅英（1976 - 1977）→有田二三男（1979）→島本啓次郎（1981 - 1983）→林泰宏（1984）→岡田耕司（1985 - 1990）→宮下典明（1991 - 1995）→吉田道（1996）→岩村敬士（1997 - 1998）→松本拓也（1999 - 2003）→中本和希（2004）

### 60番台
- 60：青池良正（1955 - 1957）→山本静雄（1958 - 1959）→新田恭一（1960 - 1961）→根本陸夫（1962 - 1966）→保井浩一（1967）→本堂安次（1968 - 1971）→広田順（1972 - 1973）→中西邦之（1974 - 1985）→小崎武司（1986 - 1987）→中谷忠己（1988 - 1993）→大村直之（1994 - 1998）→藤崎紘範（1999 - 2004）
- 61：児玉弘義（1960 - 1962）→神林清二（1963 - 1965）→島田光二（1971 - 1974）→木村貴臣（1979 - 1983）→島田光二（1984 - 1985）→金沢信彦（1986 - 1989）→林敬治（1991 - 1994）→川口憲史（1995 - 2004）
- 62：伊藤博文（1960 - 1961）→伊藤幸男（1962）→佐々木宏一郎（1963）→武智文雄（1964）→今久留主功（1967 - 1969）→伊能正司（1971 - 1972）→坂本文次郎（1974 - 1983）→阪本敏三（1984 - 1985）→清田文章（1986 - 1992）→柴田佳主也（1995 - 1998）→平田洋（1999）→東瀬耕太郎（2000）→新里紹也（2001）→星野おさむ（2002 - 2004）
- 63：石井久一（1960）→米増豊（1961）→浦西美治（1962）→宮本勝寿（1963 - 1964）→藤村隆男（1967 - 1968）→江田孝（1971）→北川芳男（1972 - 1973）→大石清（1975 - 1976）→良川昌美（1982 - 1988）→広政秀之（1989 - 1992）→久保充広（1993 - 1995）→平下晃司（1996 - 2000）→牧田明久（2001 - 2004）
- 64：黒田能弘（1962）→田辺修（1963 - 1966）→岩木康郎（1977 - 1982）→土田嘉徳（1984 - 1985）→坂口浩則（1989 - 1992）→鎌仲政昭（1996）→ユウキ（1998 - 2001）→井戸伸年（2003 - 2004）
- 65：青木惇（1957）→豊村健泰（1962 - 1963）→土師一男（1964 - 1965）→小森光生（1967）→島田光二（1968 - 1970）→伊藤竜彦（1972 - 1973）→安井智規（1977 - 1981）→滝内弥瑞生（1982 - 1985）→卯津羅勝昭（1986 - 1987）→福井努（1991 - 1992）→谷内聖樹（1993 - 1999）→山村宏樹（2000 - 2001）→近藤一樹（2002 - 2004）
- 66：ピンカード（1955）→伊藤四郎（1957）→平原修一（1962 - 1964）→江田孝（1965 - 1970）→児玉弘義（1973 - 1985）→近藤章仁（1986 - 1990）→栗田智史（1991）→中村紀洋（1992 - 1996）→高塚信幸（1998 - 2003）→戎信行（2004）
- 67：荒木和成（1962）→大丸忠之（1963 - 1966）→沢藤光郎（1967 - 1969）→高橋幸広（1971）→野口二郎（1979 - 1985）→大塚健伸（1986 - 1989）→野口理夫（1991 - 1995）→森岡裕之（1996 - 1997）→浅野伴治（1998）→田中宏和（1999）→金谷剛（2001）→横山徹也（2003 - 2004）
- 68：西條勝男（1962 - 1965）→芦田宏（1971）→西本幸雄（1973 - 1981）→柳田昌夫（1994 - 1995）→佐々木恭介（1996 - 1999）→栗田雄介（2004）
- 69：平井誠一（1963）→岩木康郎（1964 - 1966）→大場隆広（1971）→金沢信彦（1983 - 1985）→原田和彦（1986 - 1989）→松比良平太（1999 - 2002）

### 70番台
- 70：林義一（1960 - 1961）→保井浩一（1965 - 1966）→三原脩（1968 - 1970）→豊田泰光（1972）→杉浦忠（1974 - 1977）→真田重蔵（1978 - 1981）→池辺巌（1984 - 1987）→権藤博（1988 - 1989）→鈴木啓示（1993 - 1995）→小林繁（1997 - 2001）→香田勲男（2002 - 2003）
- 71：近藤義之（1968 - 1970）→仰木彬（1971 - 1992）→鎌田実（1993 - 1994）→大石清（1999）→羽田耕一（2000・2004途 - 終了）
- 72：釜野輝義（1968 - 1969）→岩本尭（1971 - 1973）→岡本伊三美（1984 - 1987）→皆川睦雄（1991 - 1992）→藤井栄治（1993）→水谷実雄（1994 - 1995）→福富邦夫（1997 - 2000）→鈴木貴久（2001 - 2004途）
- 73：阿南準郎（1973 - 1974）→中島浩一（1980）→藤井栄治（1982 - 1984）→小川亨（1985・1989 - 1992）→梨田昌孝（1993 - 2004）
- 74：東新昇（1968 - 1969）→大久保計雄（1972 - 1990）→住友平（1991 - 1994）→小野和義（1998 - 2004）
- 75：原野一博（1968 - 1969）→本堂安次（1974 - 1981）→卯津羅勝昭（1982 - 1985）→滝内弥瑞生（1986 - 1992）→佐藤道郎（1993 - 1996）→真弓明信（2000 - 2004）
- 76：藤瀬史朗（1976 - 1978）→清本登志也（1981 - 1982）→岸佳之（1983 - 1985）→児玉弘義（1986 - 1998）→石渡茂（2000 - 2004）
- 77：高岸佳宏（1976 - 1978）→加藤良治（1979）→山本一義（1980 - 1981）→テリーリー（1983）→中西太（1985 - 1990）→今津光男（1992 - 1994）→米田哲也（1995）→有田修三（1996 - 1999）→山下千春（2000 - 2004）
- 78：中島浩一（1976 - 1978）→板東里視（1982 - 1994）→伊勢孝夫（1996 - 1999）→正田耕三（2000 - 2004）
- 79：大塚健伸（1984 - 1985）→中尾明生（1995 - 2004）

### 80番台
- 80：五十嵐英夫（1978 - 1985）→島田光二（1986 - 1988）→岩木康郎（1990 - 1992）→村田辰美（1993 - 1995）→久保康生（1998 - 2004）
- 81：近藤義之（1971）→田端謙二郎（1977 - 1985）→岩木康郎（1986 - 1987）→吹石徳一（1989 - 1999）→岩木康郎（2000 - 2002）→大石大二郎（2003 - 2004）
- 82：加藤英夫（1977 - 1979）→上林成行（1982 - 1983）→小池均（1985）→阪本敏三（1986 - 1996）→伊勢孝夫（2000 - 2001）
- 83：水谷宏（1979 - 1985）→神部年男（1986 - 1996）→勝呂壽統（2000 - 2002）
- 84：尾西和夫（1982 - 1985）→羽田耕一（1990 - 1999）→山下和彦（2001 - 2004）
- 85：福井保夫（1985）→佐々木恭介（1986 - 1989）→谷真一（1991 - 1996）→中島輝士（1999）→立石充男（2000 - 2004）
- 86：藤瀬史朗（1985 - 1995）→山口哲治（1997 - 2004）
- 87：三本政之（1984）→近藤章仁（1985）→住友一哉（1992 - 1996）
- 88：福島孝二（1979 - 1984）→依田栄二（1985）→安井智規（1988 - 2002）→古久保健二（2003 - 2004）
- 89：立花龍司（1990 - 1993）→真喜志康永（1995 - 2004）

### 90番台
- 90：五十嵐英夫（1986）→石山一秀（1988 - 1989・1993 - 2004）
- 91：田端謙二郎（1986 - 1989）→山口哲治（1990）→森山一人（1992 - 1998）→好太（1999 - 2001）→栗田聡（2004）
- 92：小池均（1986 - 1990）→上山勲（1992 - 1993）→山本和範（1996 - 1999）→高見五十二（2001 - 2003）→松田匡司（2004）
- 93：水谷宏（1986 - 1990）→内匠政博（2003 - 2004）
- 94：尾西和夫（1986 - 1989）→谷真一（2003 - 2004）
- 95：福井保夫（1986 - 1990）→谷内聖樹（1991 - 1992）→赤川貴弘（1993 - 2004）
- 96：橘健治（1988）
- 97：谷崎浩二（1990）→長田孝幸（1996・2000）→石本貴昭（2004）
- 98：山脇啓司（2000 - 2001）
- 99：鳥坂九十九（1976 - 1977）→依田栄二（1986 - 1990）→小川宗直（1991）→山下千春（1994 - 1999）→吉川勝成（2000 - 2004）

### 100番以降
- 101：山口哲治（1991 - 1996）→森岡裕之（1998 - 2003）
- 102：赤川貴弘（1992）→依田栄二（1996 - 2004）
- 103：水谷宏（1991 - 2004）
- 104：三本政之（1991 - 1995）→金本泰尚（2004）
- 105：福地経人（1991 - 1995）→鎌仲政昭（1997）→玉峰伸典（2003 - 2004）
- 106：松比良平太（2003 - 2004）
- 107：谷崎浩二（1991 - 2004）
- 108：小池均（1991 - 1995）
- 109：依田栄二（1991 - 1995）
- 110：安田周一郎（1996 - 2002）
- 111：近藤章仁（1991 - 1998）→岡泰秀（1999）
- 112：清田文章（1993 - 2004）
- 113：石本貴昭（1993 - 2003）
- 114：坂口浩則（1993 - 1995）→西岡洋（2000 - 2004）
- 115：藤原清景（1996 - 2000）
- 116：塚田秀典（1999 - 2004）
- 117：太田暁（1997 - 2004）
- 118：倉本慎也（2001 - 2004）
- 120：加古賢一（2004）
- 121：山田真実（1996 - 2004）

## 歴代監督
- 藤田省三（1950 - 1952途）
- 芥田武夫（1952途 - 1957）
- 加藤久幸（1958）
- 千葉茂（1959 - 1961）
- 別当薫（1962 - 1964）
- 岩本義行（1965 - 1966）
- 小玉明利（1967）
- 三原脩（1968 - 1970）
- 岩本尭（1971 - 1973）
- 西本幸雄（1974 - 1981）
- 関口清治（1982 - 1983）
- 岡本伊三美（1984 - 1987）
- 仰木彬（1988 - 1992）
- 鈴木啓示（1993 - 1995）
- 佐々木恭介（1996 - 1999）
- 梨田昌孝（2000 - 2004）

監督代行
- 加藤春雄（1957）
- 林義一（1959）
- 島田光二（1973）
- 水谷実雄（1995）
- 真弓明信（2002）